# هجوم مطار عدن (1965)
كان هجوم مطار عدن هجوماً بقنبلة يدوية وقع في 17 سبتمبر 1965، كجزء من ثورة 14 أكتوبر. وأسفر عن إصابة تسعة أشخاص. واتهمت بريطانيا المهاجمين بـ «الخضوع لقوى خارجية» في إشارة إلى جمهورية مصر بزعامة جمال عبد الناصر. دفع الهجوم بريطانيا إلى تعليق دستور محمية عدن في 25 سبتمبر، في محاولة لوضع حد للإنتفاضة الشعبية. وهكذا، كان المفوض السامي لعدن، ريتشارد تورنبول، يحكم المحمية بمفرده بموجب أمر التعليق الذي وقعته الملكة إليزابيث الثانية.